# سنت‌مارتون‌کاتا
سنت‌مارتون‌کاتا (به مجاری:  Szentmártonkáta) یک شهرداری در مجارستان است که در ناحیه نادی‌کاتا واقع شده‌است. سنت‌مارتون‌کاتا ۵۲٫۱۹ کیلومتر مربع مساحت و ۴٬۹۹۸ نفر جمعیت دارد.